# Sheriff (Cars)
Sheriff (voz del historiador y autor de la Ruta 66 Michael Wallis) es un auto de policía Mercury Eight Police Cruiser de 1949, que lleva la matrícula 001 del condado de Carburador. Sheriff está pintado en blanco y negro de las fuerzas del orden con una sola cúpula de luz roja, dos sirenas y palillos de bordillo. Sheriff fue el primer residente de Radiador Springs en aparecer en la película original y el primero en conocer a Rayo McQueen durante una persecución policial cuando McQueen estaba acelerando a través de la ciudad, tratando de localizar a Mack. Al atrapar a McQueen, que había quedado atrapado en cables y esgrima, Sheriff parafrasea una línea utilizada por el actor Joe Higgins, quien interpretó a un sheriff en los comerciales de Dodge a principios de los años 70, como "Boy, you're in a heap of trouble".

## Descripción
Es el sheriff de Radiador Springs. Se encarga la seguridad del pueblo, dedicándose a perseguir a autos que corren con mucha velocidad.

### Cars
En Cars, Sheriff era conocido por desconfiar de McQueen; en un momento en que Sally le da gasolina a McQueen, el Sheriff nota que McQueen sonriendo en la carretera como si estuviera planeando escapar. En respuesta Sheriff con un resplandor se vuelve en su bola de goma en caso. Rayo elige acompañar a Sally, en lugar de hacer un intento de escape, lo que resulta en Sheriff apagando su iluminación de emergencia. Esto marca el comienzo de la confianza en Rayo por Sheriff. Más tarde se hace amigo de Rayo McQueen, ofreciéndole una escolta policial a California e incluso dando algunos olfatos cuando pensó que Rayo se había ido después de terminar de arreglar la carretera (aunque él lo negó, afirmando que estaba contento de que Rayo se había ido), y se une a su equipo de boxes para la carrera de campeonato. En los créditos finales, Sheriff arresta a los Peligros de la Carretera (los mismos que separaron a McQueen de Mack) atrapados corriendo ilegalmente (a través del exceso de velocidad) a Radiador Springs y hacer que los incauten. Como castigo por sus crímenes, él y Doc los obligan a repavimente los caminos con Bessie.

### Cars 2
Sheriff reaparece en Cars 2, viendo a Rayo y a su equipo de carreras en el Gran Prix Mundial. Cuando Mate desaparece, Ramon menciona que el Sheriff tiene Scotland Yard recorriendo Londres para Mate. Durante el clímax de la película, Sheriff llega con los otros residentes de Radiador Springs como nuevos miembros de la tripulación de McQueen en Inglaterra, y es informado por Mate de la trama de los autos Limones para matar a McQueen con el fin de convertir todos los vehículos en el mundo contra la energía alternativa y confiar en la gasolina para obtener ganancias. Sheriff entonces tiene Red el Camión de Fuego chorros de agua en los coches de limón durante la batalla final, y arresta a la mayoría de los derrotados con la ayuda del sargento. Al día siguiente, el Sheriff anima a Mate cuando es nombrado caballero por frustrar la malvada trama liderada por sorprendentemente, la raza y el inventor de Allinol Sir Miles Axlerod.